# Pogórze Jasielskie
Pogórze Jasielskie (513.68) – mezoregion fizycznogeograficzny w południowej Polsce, stanowiący część Pogórza Środkowobeskidzkiego. Rozpościera się między Kotliną Jasielsko-Krośnieńską (północny wschód), Obniżeniem Gorlickim (północny zachód) i Beskidem Niskim (południe). Na niewielkim odcinku na wschodzie region graniczy z Pogórzem Bukowskim.
Region jest obszarem wyżynnym osiągającym wysokość od 370 do 430 m n.p.m., zbudowanym z piaskowców ciężkowickich i łupków krośnieńskich. Pogórze Jasielskie przecinają subsekwentne doliny rzek Wisłoki i Bednarki.
Mezoregion bierze swoją nazwę od Jasła, głównego ośrodka miejskiego regionu. W miejscowości Bóbrka znajduje się skansen – Muzeum Przemysłu Naftowego i Gazowniczego im. Ignacego Łukasiewicza.